# Battlefield 3
Battlefield 3 (abbreviato BF3) è un videogioco sparatutto in prima persona sviluppato da DICE e pubblicato da Electronic Arts e da SEGA per il Giappone. È stato pubblicato il 28 ottobre 2011 per PlayStation 3, Xbox 360, Microsoft Windows e iOS. È l'undicesimo capitolo della serie Battlefield e un seguito diretto di Battlefield 2, pubblicato nel 2005. La beta (concernente solo le mappe Operation Metro e Caspian Border del comparto multiplayer) è stata resa disponibile a tutti il giorno 29 settembre 2011, mentre i possessori della Limited Edition di Medal of Honor e coloro che avevano effettuato la preorder presso il dominio Origin hanno potuto accedervi 2 giorni prima grazie all'apposito codice.
Battlefield 3 è stato vincitore di più di 40 premi, tra cui "Miglior gioco d'azione" e "Miglior multigiocatore online".

## Trama
Nel 2014 il sergente dell'USMC Henry "Black" Blackburn si trova a Sulaymaniyya nel Kurdistan iracheno assieme alla sua squadra di cinque soldati dell'USMC, alla ricerca e recupero di una squadra di ricognizione Marines dispersa. Durante l'operazione "Swordbreaker" però un grosso terremoto rade al suolo la città sopprimendo gran parte dei marines in azione: Blackburn sopravvive e dopo aver evitato il PLR (People's Libertation and Resistance) raggiunge insieme alla sua squadra il punto di estrazione per prepararsi all'operazione Guillotine. Dopo un raid aereo da parte di una squadra di F/A-18 Super Hornet, di cui fa parte il tenente Jennifer Colby Hawkins, i marine assaltano Teheran, tentando di raggiungere una banca locale. Anziché trovare Al-Bashir, (leader del movimento terrorista del PLR) la squadra di Blackburn si imbatte in una cassa per il trasporto di tre testate nucleari portatili russe, di cui però ne mancano due. Rimasti circondati dalle truppe nemiche del PLR, i soldati richiedono supporto e vengono così soccorsi dal sergente Miller del primo battaglione marine, alla guida del suo carro armato M1 Abrams. Una volta raggiunta la banca, il carro viene disattivato e Miller, rimasto indietro per poter fornire copertura, viene catturato ed in seguito giustiziato in diretta nazionale da Al-Bashir e il suo informatore iraniano Solomon.
In seguito la squadra di Blackburn, capitanata dal Capitano Cole, riesce a catturare Al-Bashir dopo uno scontro a fuoco. In fin di vita per le ferite riportate nella cattura, Al-Bashir rivela di essere stato tradito da Solomon e che questi ha intenzione di far esplodere le due testate nucleari russe portatili mancanti a New York e Parigi. Grazie ai dati nel cellulare di Al-Bashir, la squadra Misfit ed un reggimento americano si muovono nella valle di Araz, nel nord dell'Iran, con l'intento di catturare il fornitore di armi di Solomon, Amir Kaffarov. Tuttavia si ritrovano davanti un'intera brigata di truppe aviotrasportate russe con lo stesso obiettivo. Raggiunta la fine della valle, un caccia russo compare all'improvviso, uccidendo Campo e Matkovic e lasciando in vita soltanto Blackburn, Montes e l'ufficiale in comando, il capitano Quinton Cole, che incita gli altri a continuare la missione.
Tra i paracadutisti russi vi è una squadra di tre agenti del GRU, formata dall'ex-spetsnaz Dimitri "Dima" Mayakovsky, da Vladimir e Kiril. I tre riescono a raggiungere per primi la villa di Kaffarov, il quale conferma le intenzioni di Solomon, fornendo dettagli sul trasporto delle testate nucleari tramite i mezzi pubblici. All'arrivo di Blackburn nella villa, Dima cerca di convincerlo a lasciarlo andare in quanto il loro obiettivo è il medesimo, e lo convince a fare di tutto per fermare le testate nucleari che causerebbero solo una violenta guerra tra Stati Uniti d'America e Russia. Blackburn accetta e, per permettere a Dima di raggiungere Parigi e fermare la bomba, è costretto ad uccidere il capitano Cole. Viene quindi arrestato e interrogato dalla CIA come traditore della patria.
Intanto Dima ed i suoi compagni raggiungono Parigi e cercano di fermare l'imminente esplosione nucleare. La squadra, dopo un lungo inseguimento e la morte di Vladimir, trova il contenitore, che però è vuoto: la bomba esplode e causa oltre ottantamila morti e lo stesso Dima rimane gravemente ferito, contaminato dalle radiazioni.
Blackburn intanto cerca di dimostrare di non essere un traditore, mentre i due agenti CIA che lo stanno interrogando sostengono invece che egli sia stato raggirato dagli spetsnaz affinché potessero far esplodere intenzionalmente la bomba a Parigi, affermando anche che Solomon è da tempo un alleato degli Stati Uniti e che il rischio nucleare su New York sia solamente una bufala. Non avendo altra scelta, Blackburn aggredisce quindi i due agenti e, aiutato da Montes, riesce a fuggire in strada, raggiungendo appena in tempo il treno metropolitano che sta trasportando la bomba nel centro di Times Square. Dopo un violento scontro con gli uomini di Solomon, Blackburn raggiunge la piazza insieme a Montes, che viene tuttavia ucciso. Dopo un corpo a corpo con Solomon quest'ultimo perde la vita dando modo a Blackburn di entrare in possesso della testata e sventare la minaccia.
Qualche tempo dopo, l'agente segreto russo Dima scrive le sue memorie raccontando dell'eroismo del sergente Blackburn. Il russo, cui è stata diagnosticata una discreta contaminazione radioattiva, carica la propria pistola, quando qualcuno bussa alla sua porta...

## Personaggi

### Giocabili
- Sergente di truppa Henry "Black" Blackburn (USMC) doppiato da Francesco Mei
- Tenente Jennifer Colby Hawkins (cannoniere F/A-18 Super Hornet)
- Sergente Jonathan "Jono" Miller (cannoniere M1 Abrams)
- Dimitri "Dima" Mayakovsky (GRU)

### Alleati
- Sergente Steve Campo (USMC) doppiato da Marco Benedetti
- Soldato di Prima Classe David "Dave" Montes (USMC) doppiato da Claudio Ridolfo
- Soldato di Prima Classe Christian Matkovic (USMC) doppiato da Matteo Zanotti
- Soldato semplice Jack Chaffin (USMC) doppiato da Stefano Pozzi
- Capitano Quinton Cole (USMC) doppiato da Diego Baldoin
- Vladimir (GRU)
- Kiril (GRU)
- Agente C. (CIA) doppiato da Paolo Sesana
- Agente W. (CIA) doppiato da Claudio Colombo

### Nemici
- Solomon (Capo Terrorista) doppiato da Gianluca Iacono
- Farukh Al-Bashir (Leader PLR) doppiato da Luca Sandri
- Amir Kaffarov (Fornitore testate nucleari di Solomon) doppiato da Stefano Albertini

## Motore grafico
Battlefield 3 usa il motore grafico Frostbite 2 (che su PC sfrutta le librerie DX11) che offre alcuni spunti decisamente interessanti come radiosity in tempo reale, effetti sonori dinamici, nuovo sistema di gestione delle animazioni ANT mutuato dai giochi EA Sports, nuova tecnologia di distruzione Destruction 3.0, la capacità di gestire fino a 64 modelli poligonali contemporaneamente su PC. DICE lo descrive in questo modo: "l'incredibile tecnologia che porta le animazioni, la distruzione, l'illuminazione, il senso di scala e l'audio a livelli totalmente nuovi. Battlefield 3 immerge i giocatori a livello fisico ed emotivo nel mondo attorno a loro come mai prima d'ora... Senti l'impatto dei proiettili e delle esplosioni, trascina i tuoi compagni feriti al riparo e piazza le tue armi in qualunque punto del terreno. Le incredibili animazioni di Battlefield 3, la grafica spettacolare e realistica ed il gameplay esplosivo travolgeranno i tuoi sensi come nessuno sparatutto ha mai fatto prima".
Inoltre:
- Il sistema di illuminazione di Battlefield 3 è molto più complesso rispetto a quello di Battlefield: Bad Company 2.
- La distruttibilità degli scenari è resa più realistica.
- Le animazioni dei personaggi sono state potenziate grazie a un software utilizzato da EA Sports, e i soldati guidati dall'IA nelle modalità multiplayer vanteranno un maggior numero di movimenti.
- DICE ha catturato in prima persona gli effetti audio per il gioco a varie distanze per ottenere un maggiore realismo[15].

Inoltre su PC si avrà la possibilità di abilitare la visione stereoscopica 3D in rendering 3D esplicito, modalità in cui il motore calcolerà ogni frame di gioco per ciascuno dei due occhi. Questa procedura consentirà di avere immagini con qualità allineata a quella delle tradizionali immagini 2D, ma ovviamente richiederà una capacità di calcolo molto elevata. Può essere abilitata solo se si dispone di hardware molto performante, perché il motore grafico del gioco consumerà il doppio delle risorse. Il rendering 3D esplicito richiede hardware DirectX 11 e, ovviamente, un monitor 3D. La tecnica di rendering è compatibile con Deferred Shading e anti-aliasing SRAA, ovvero le altre tecniche che funzionano normalmente in 2D. È inoltre applicata a tutte le superfici dello scenario renderizzate. Oltre che per garantire l'originale fedeltà dell'immagine, la tecnica studiata da DICE aggira alcuni limiti del tradizionale metodo 3D Vision, usato nella maggior parte dei giochi per PC. Principalmente questo non è compatibile con Deferred Shading, e ovviamente non è compatibile con le GPU AMD e Intel. Inoltre, le superfici trasparenti, a detta di DICE, non mantengono la corretta profondità 3D. Ovviamente, Battlefield 3 continua a supportare anche Nvidia 3D Vision e AMD HD3D.
Johan Andersson ha inoltre dichiarato via Twitter, che le versioni PS3 e Xbox 360 girano a 30 fps, mentre la versione PC vanta un framerate decisamente maggiore, oltre i 60 fps (hardware permettendo). La risoluzione delle versioni console non va oltre i 720p, a differenza della versione PC. Nonostante questo il produttore Patrick Bach rivela in un'intervista che "il Frostbite è stato progettato per funzionare su tutte le piattaforme, per questo motivo non ci saranno differenze evidenti, avremo meno giocatori per la versione console a causa di potenza, ma in generale sarà lo stesso identico titolo. Il nostro obiettivo è che l'esperienza sia la medesima per tutti", ed evidenzia che non c'è una delusione per quanto riguarda la giocabilità su console.

### Novità rispetto ai precedenti titoli
La giocabilità di Battlefield 3 on-line, sebbene non del tutto simile a quella dei precedenti episodi, ha subito diverse migliorie votate a rendere il gioco più "realistico" e più tattico. La prima, che differisce Battlefield 3 dai concorrenti sparatutto, è l'introduzione del "fuoco di soppressione", ovvero quella tecnica militare che consiste nel fare fuoco contro la posizione di un bersaglio relativamente irraggiungibile o nascosto per tenerlo sotto pressione in modo da rendergli difficoltoso il fuoco di contrattacco. Nel gioco la tecnica viene adottata soprattutto dai soldati di supporto armati con mitragliatrici leggere dal grande calibro che hanno a disposizione grandi quantità di colpi e quindi lunghe raffiche. Conseguentemente la vista dell'avversario diverrà sfocata e la mira fortemente disturbata fino a quando non cesserà la "pioggia di proiettili".
La seconda novità, votata ad aggiungere una componentistica "stealth" ("di nascosto") al gioco, sono gli attacchi corpo a corpo con il coltello. Nella maggior parte dei giochi sparatutto il coltello, o in genere l'attacco corpo a corpo, mette K. O. l'avversario al primo colpo. In Battlefield 3 viene posta però una condizione, ovvero che l'avversario deve essere di spalle quindi ignaro della presenza del nemico. Se viene soddisfatta questa condizione partirà una mini sequenza scriptata che vede il proprio giocatore accoltellare "a tradimento" il suo avversario per poi rubargli la sua targhetta di riconoscimento (le piastrine).
La terza, che poi è una reintroduzione migliorata dopo diversi capitoli, è la possibilità di stendersi a terra, che però, a differenza della maggior parte dei giochi sparatutto, pone anche molti rischi. Stendersi a terra aiuta a mirare con precisione e a nascondersi. L'altra faccia della medaglia è che da distesi la fuga da un possibile pericolo (una granata, del fuoco concentrato ecc.) è, come nella realtà, molto più lenta e difficoltosa vista la posizione assunta (ci sarà quindi l'animazione, in prima persona, del soldato che si rialza da terra poggiando la mano sinistra che prima aveva sul fucile rendendosi vulnerabile per quell'istante).
La quarta sono una serie di migliorie per la classe dei tiratori scelti (cecchini). I tiri di precisione necessitano di essere calibrati in base alla distanza, aiutandosi con il reticolo del mirino. Per non rendere però il gioco dei cecchini troppo facile rispetto agli altri soldati (se ci si distende si diventa praticamente invisibili a lunga distanza in molti sparatutto) gli sviluppatori hanno aggiunto una "penalità": il riverbero del mirino di precisione sarà ben visibile da chi, in quel momento, è sotto tiro (ovvero il luccichio che si nota quando una fonte di luce, un faro o la luce del sole, incontra la lente del binocolo). Inoltre, dal momento che molte mappe rendono più facile il lavoro dei cecchini di una fazione rispetto a quelli dell'avversaria (ad esempio punti alti, che non aiutano l'occultamento), gli sviluppatori hanno utilizzato un particolare espediente: le fonti luminose. Generalmente i cecchini in posizioni di eclatante vantaggio rispetto agli avversari avranno contro di loro la luce del sole o di potenti fari luminosi se è notte. L'unico modo per ridurre il disturbo di queste fonti luminose è tenere gli occhi fissi nel mirino inquadrando solo il bersaglio, ma allo stesso tempo rendendosi vulnerabili alla fanteria o ad altri cecchini che non entrano nella visuale del binocolo.
Il resto delle migliorie riguardano il gioco in generale e sono in ogni caso votate a rendere il più possibile il lavoro di squadra vitale.

### Battlelog
Battlelog è un social network progettato esclusivamente per la community di Battlefield dove si potrà iniziare una partita multiplayer competitiva o una cooperativa (solo PC), vedere le proprie statistiche, quelle dei propri amici, entrare nei plotoni, e visualizzare tutto ciò che comprende la squadra: chattare con loro, vedere le loro statistiche, creare partite private o entrare, se stanno già giocando, nella loro partita in corso (solo PC). Tutto questo senza pagamenti mensili. Per accedere a Battlelog bisogna semplicemente accedere con i propri dati sulla pagina principale. Nella versione inglese è presente un luogo di discussione, accessibile dal pulsante Forum.

## Multigiocatore competitivo
Il multiplayer di Battlefield si basa sul gioco di squadra, infatti sono presenti quattro classi ognuna con la sua peculiarità in termini di lavoro di squadra: l'assalto può curare i compagni e rianimarli, il geniere può riparare i veicoli alleati, il supporto può fornire le munizioni ed il cecchino assistere la squadra remotamente avvistando i nemici con dispositivi speciali quali sensori di movimento e MAV oppure può posizionare punti di rientro sulla mappa dai quali si rigenereranno, a loro volta, i suoi alleati.
Per questo la DICE ha deciso di creare delle squadre, cioè che dei team di quattro componenti (reclutabili tra gli amici) dove ogni componente comunicherà tramite auricolare solo con i propri compagni di squadra, così da creare un team più efficiente sul campo di battaglia, aiutando più efficacemente e proteggendo gli alleati dal fuoco nemico, anche durante il respawn degli stessi. Per rendere più completa l'esperienza di gioco, saranno disponibili una moltitudine di gadget e sbloccabili, che secondo la stessa Dice richiederanno almeno un anno per essere collezionati tutti.

### Classi
Il gameplay del multigiocatore è formato da 4 Kit:
| Classi   | Arma primaria                               | Arma secondaria | Gadget 1 | Gadget 2                                                 |
| -------- | ------------------------------------------- | --------------- | --- | -------------------------------------------------------- |
| Assalto  | Fucile d'assalto, PDW, Fucile a pompa       | Pistola         | Kit Medico, M320 (40mm, Pallini, Fumogeno, LVG), M26 Mass (Pallini, Dardi, Frammentazione, Pallottola), Balestra (Kobra, PKS-07) | Defibrillatore                                           |
| Geniere  | Carabina, PDW, Fucile a pompa               | Pistola         | Lanciarazzi AT (SMAW, RPG-7V2, FGM-148 Javelin), Lanciarazzi AA (FIM-92 Stinger, SA-18 Igla), Balestra (Kobra, PKS-07)           | Mina M15 AT, Attrezzo Riparatore, BOT EOD                |
| Supporto | Mitragliatrice leggera, PDW, Fucile a pompa | Pistola         | Pacchetto Munizioni | C4, Claymore M18, Mortaio M224, Balestra (Kobra, PKS-07) |
| Scout    | Fucile di Precisione, PDW, Fucile a pompa   | Pistola         | T-UGS, SOFLAM, MAV, Balestra (Kobra, PKS-07)                                                                                     | Segnalatore di Rientro                                   |

#### Specializzazioni
In Battlefield 3 è stata aggiunta una nuova funzione: la specializzazione. Essa consiste nell'aggiungere in ogni classe un'abilità che può essere per il singolo giocatore e successivamente viene condivisa anche per tutta la squadra:
- Scatto: è la prima specialità a essere sbloccata, con questa abilità il giocatore o la squadra possono scattare più velocemente.
- Munizioni: con questa abilità il giocatore o la squadra possiedono un maggior numero di colpi a disposizione.
- Antiproiettile: fornisce maggior riparo al giocatore o alla squadra dalle schegge di granata e dai colpi di lanciarazzi.
- Esplosivi: aumenta il numero di esplosivi al giocatore o alla squadra che possono portare con sé.
- Riparo: con questa abilità il giocatore o la squadra subiscono molto meno l'effetto soppressione.
- Soppressione: il giocatore o la squadra possono infliggere maggiore danno di soppressione ai nemici.
- Frammentazione: fornisce al giocatore o alla squadra un maggior numero di granate.

### Modalità
Le modalità sono 13 per le console e 14 per il PC:

#### Deathmatch a fazioni
- Disponibilità: su tutte le mappe.
- Giocatori: 24 (12 contro 12)
- Focus: Combattimento di fanteria in team
- Scopo: Eliminare un numero predefinito di combattenti nemici.
- Come si vince: Il team che raggiunge il numero di uccisioni impostato per primo è il vincitore.

#### Deathmatch a fazioni Close Quarters
- Disponibilità: su tutte le mappe "close quarters"
- Giocatori: 16 (8 contro 8)
- Focus: Combattimento di fanteria in team
- Scopo: Eliminare un numero predefinito di combattenti nemici.
- Come si vince: Il team che raggiunge il numero di uccisioni impostato per primo è il vincitore.

#### Deathmatch a squadre
- Disponibilità: su tutte le mappe
- Giocatori: 16 (4 squadre da 4)
- Focus: Combattimento di fanteria a squadre
- Scopo: Eliminare un numero predefinito di combattenti nemici a piedi o utilizzando il VTC che compare casualmente in alcune parti di alcune mappe.
- Come si vince: La squadra che raggiunge il numero di uccisioni impostato per primo è il vincitore.

#### Corsa
- Disponibilità: su tutte le mappe (tranne Close Quarters)
- Giocatori: 24/24-64 (Console/PC)
- Focus: Guerra totale per obiettivi
- Scopo: Attaccare/Difendere le stazioni M-COM
- Come si vince: Distruggendo tutte le stazioni M-COM/Esaurendo i respawn avversari (Attaccanti/Difensori)

Questa volta gli sviluppatori di DICE hanno cambiato alcuni elementi:
- Non si può usare esplosivi o sparare alle M-COM per distruggerle, ma si può solo armarle e disarmarle.
- Se il team in attacco arma l'M-COM ma termina i respawn, il match continuerà finché l'M-COM esplode o i difensori la disarmano.
- Se i difensori iniziano a disarmare una M-COM un istante prima che esploda, l'esplosione è bloccata finché il disarm è avvenuto. Se il difensore viene ucciso durante il processo di disarmo, l'M-COM esploderà all'istante.

#### Corsa a squadre
- Disponibilità: su tutte le mappe (tranne Close Quarters)
- Giocatori: 8 (4 contro 4)
- Focus: Combattimento di fanteria a squadre
- Scopo: Attaccare/Difendere le stazioni M-COM
- Come si vince: Distruggendo tutte le stazioni M-COM/Esaurendo i respawn avversari (Attaccanti/Difensori)

#### Conquista
- Disponibilità: su tutte le mappe (tranne Close Quarters)
- Giocatori: 24/24-32 (Console/PC)
- Focus: Guerra totale per obiettivi
- Scopo: Catturare e tenere le bandiere
- Come si vince: Esaurendo i ticket avversari

##### Conquista grande
- Disponibilità: su tutte le mappe (tranne Close Quarters)
- Giocatori: 64 (più giocatori, solo PC)
- Focus: Guerra totale per obiettivi
- Scopo: Catturare e tenere le bandiere
- Come si vince: Esaurendo i ticket avversari

A differenza della normale modalità "conquista", qui è spesso presente un sistema contraereo mobile per tutte e due le fazioni (9K22 Tunguska e LAV-AD)
Il DLC Back to Karkand introduce una nuova modalità:

##### Conquista assalto
- Disponibilità: su tutte e 4 le mappe di Back to Karkand
- Giocatori: 24/64 (Console/PC: conquista assalto grande)
- Focus: Guerra totale per obiettivi
- Scopo: Attaccare/Difendere le bandiere
- Come si vince: Esaurendo i ticket avversari

In questa modalità i difensori iniziano possedendo tutte le bandiere, ma senza una base fissa dove rientrare. Se gli avversari catturano tutte le bandiere e uccidono tutti i giocatori prima che questi possano rientrare, i ticket dei difensori cominceranno a calare velocemente (85 al secondo), assegnando la vittoria agli attaccanti per default. Questa tattica è direttamente importata da Battlefield 2 e si chiama "Take-Over".
Il DLC Close Quarters introduce due nuove modalità:

##### Conquista dominio
- Disponibilità: su tutte e 4 le mappe di Close Quarters
- Giocatori: 16 (8 contro 8)
- Focus: Guerra di fanteria per obiettivi
- Scopo: Catturare e tenere le bandiere
- Come si vince: Esaurendo i ticket avversari

Questa modalità differisce da "Conquista" per il semplice fatto che il tempo di cattura di una bandiera è dimezzato, ci sono solo tre bandiere, per avere un'azione di gioco più frenetica.

#### Maestro d'armi
- Disponibilità: sulle mappe di Close Quarters e Aftermath
- Giocatori: 16 (tutti contro tutti) oppure in due squadre separate (DM a fazioni)
- Focus: Guerra di fanteria
- Scopo: Eseguire due uccisioni con le prime 15 armi, una con il lanciagranate M320 LVG e una con il coltello
- Come si vince: Il primo che esegue una uccisione con l'ultima arma (coltello) vince

In questa modalità bisogna tenere conto del fatto che se un giocatore accoltella un altro da dietro (non con le "swipes"), lo farà retrocedere di una uccisione (se per esempio un giocatore ha fatto 2 uccisioni con il PP-19, passa al P90 e viene accoltellato, dovrà eseguire una terza uccisione col PP-19 per procedere). Questa tattica è utile per far retrocedere i nemici al livello finale con il coltello e ritardare la fine del round.
Il DLC Armored kill introduce una nuova modalità:

##### Supremazia blindata
- Disponibilità: su tutte e 4 le mappe di Armored Kill
- Giocatori: 24/24-64 (Console/PC)
- Focus: Guerra totale per l'obbiettivo con carri armati e cacciacarri
- Scopo: Controllare l'obiettivo al centro della mappa (molto ampio)
- Come si vince: esaurendo i ticket avversari

Questa modalità somiglia molto a "conquista", ma presenta un solo obiettivo da controllare e l'area di conquista sarà molto ampia
Il DLC Aftermath introduce una nuova modalità:

##### Spazzino
- Disponibilità: su tutte e 4 le mappe di Aftermath
- Giocatori: 24/24-32 (Console/PC)
- Focus: Guerra totale per obiettivi con respawn casuale di armi sparse per la mappa
- Scopo: Catturare e tenere le bandiere
- Come si vince: Esaurendo i ticket avversari

Il DLC End Game introdurrà due nuove modalità:

##### Cattura la Bandiera
- Disponibilità: su tutte e 4 le mappe di End Game
- Giocatori: 24/24-64 (Console/PC)
- Focus: Guerra totale per la cattura e trasporto dell'obiettivo con veicoli
- Scopo: Catturare e portare la bandiera avversaria alla base
- Come si vince: portando la bandiera alla base per tre volte

##### Superiorità Aerea
- Disponibilità: su tutte e 4 le mappe di End Game
- Giocatori: 24/24-64 (Console/PC)
- Focus: Guerra totale per obbiettivi con aerei
- Scopo: Controllare e tenere le bandiere
- Come si vince: esaurendo i ticket avversari

### Armi
Nel gioco sono presenti diversi tipi di armi, che si dividono in sette categorie: fucili d'assalto (M16A3, AK-74M, F2000, SCAR-L), carabine (M4A1, AKS-74U), fucili di precisione (SVD, M82A3, M40A5), mitragliatrici leggere (M249, M60), fucili a pompa (870 MCS, M1014, Saiga 12K), PDW (P90, MP7, PP-2000) e pistole (M9, M93R, G18). Inoltre sono presenti altri gadget che completano l'equipaggiamento come: coltelli, lanciarazzi, granate, mine claymore, esplosivi C-4, mortai e lanciagranate.
Tutte le armi del gioco sono inoltre modificabili con diversi accessori che ne migliorano l'efficienza o le adattano a diverse situazioni. Ad esempio: mirini ottici a diverse capacità di ingrandimento (quali l'ACOG 4x o l'olografico 1,5x), silenziatore, mirino laser, soppressore di fiamma, bipiede per il fuoco di posizione.
Agli utenti Battlefield Premium viene anche consegnato uno speciale coltello che sostituisce quello standard.

### Veicoli
Nel gioco sono presenti diversi tipi di veicoli utilizzabili, tra trasporti truppe e armati (VDV Buggy e HMMWV), IFV (LAV-25 e BMP-2M), carri armati pesanti (M1 Abrams e T-90), carri armati anti-aerei e anfibi (9K22 Tunguska-M, AAV-7A1, LAV-AD), elicotteri da ricognizione (AH-6J Littlebird e Z-11W), elicotteri di supporto (con vulcan laterali: Ka-60 Kasatka, UH-1Y Venom), elicotteri d'attacco (AH-1Z Viper e MI-28 Havoc), aerei d'attacco al suolo e caccia (SU-35BM Flanker-E e F/A-18E Super Hornet per la modalità conquista, A-10 Thunderbolt e SU-25 Frogfoot per la modalità corsa) e trasporti navali (RHIB).
Nei DLC vengono introdotti nuovi mezzi come il caccia F-35 e l'IFV BTR-90 (Back to Karkand), i cacciacarri, la cannoniera AC-130, l'artiglieria mobile BM-23 e M142 (Armored KIll), le jeep antiaeree e le motorbike (End Game).
La maggior parte dei veicoli può essere personalizzata con diversi potenziamenti sbloccabili per modificare le prestazioni di combattimento che sono tre: la contromisura, il potenziamento e l'arma secondaria.

### Assegnazioni
In Battlefield 3, a partire dal DLC " Back to Karkand " armi aggiuntive e altri gadget vengono sbloccati attraverso un sistema di assegnazioni. Esso consiste nel completare particolari azioni durante le partite, per poi poter sbloccare armi, dog tag e potenziamenti specifici per i veicoli. Questo sistema incrementa la durabilità del gioco grazie al tempo necessario per completare determinati incarichi. Ve ne sono 75 in totale, divise tra assegnazioni premium (che sbloccano piastrine e mimetiche esclusive) e assegnazioni DLC (che sbloccano piastrine normali, armi e potenziamenti vari)

### Mappe
Le mappe in Battlefield 3 al momento sono 29 (9 mappe incluse nella versione originale e 20 mappe incluse nei DLC Back To Karkand, Close Quarters, Armored Kill, Aftermath e End Game), giocabili in qualsiasi modalità di gioco.
Le 9 mappe incluse nella versione originale sono:
1. Operazione Mètro (combattimento urbano nella metropolitana di Parigi, close quarters, nessun mezzo, solo un LAV-25 nella modalità corsa dell'Alpha di BF3, poi rimosso).
2. Confine sul Caspio (area aperta, combattimento in prati e boschi con veicoli e velivoli).
3. Operazione Firestorm (area aperta con velivoli e veicoli, combattimento in deserto e area industriale).
4. Autostrada di Teheran (urbano, close quarters, combattimento con veicoli).
5. Picco Damavand (combattimento in alta montagna e con velivoli e trasporti leggeri).
6. Oltre la Senna (combattimento urbano nel centro di Parigi con veicoli e fanteria).
7. Isola di Kargh (assalto anfibio, combattimento in area industriale con veicoli e velivoli).
8. Gran Bazar (combattimento urbano, close quarters, con veicoli).
9. Canali di Noshar (combattimento misto in zona industriale, assalto anfibio)

- Il DLC Back to Karkand introduce 4 mappe riprese da Battlefield 2, riprodotte con Frostbite 2:

1. Attacco a Karkand (battaglia di fanteria, con LAV e carri armati).
2. Penisola di Sharqi (battaglia di fanteria, con carri armati, barche ed elicotteri).
3. Golfo di Oman (assalto anfibio, con aerei, elicotteri, carri armati, AAV e BMP).
4. Isola di Wake (assalto anfibio, con aerei, elicotteri, carri armati, AAV, BMP e contraerea semovente).

- Il DLC Close Quarters introduce 4 mappe create appositamente per il deathmatch a fazioni e una nuova modalità, chiamata "Conquest Domination" che è una variante di "Conquista" pensata appositamente per mappe piccole:

1. Torre di Ziba (Hotel all'ultimo piano: combattimento verticale in spazi ristretti)
2. Fortezza di Donya (Villa araba: combattimento verticale in spazi ristretti)
3. Operazione 925 (Azienda commerciale: combattimento verticale in spazi ristretti)
4. Rottame (Industria abbandonata: combattimento verticale in spazi ristretti)

- Il DLC Armored Kill introduce 4 mappe create appositamente per la modalità Conquista Grande:

1. Deserto del Bandar (ampia zona desertica con area villeggiatura nel centro. combattimento veicolare universale)
2. Monti Alborz (area nevosa con velivoli e veicoli, combattimento in area montuosa e laghi ghiacciati)
3. Scudo Corazzato (area di campagna con fattorie e piccoli villaggi, grandi spazi aperti con elicotteri e veicoli)
4. Valle della Morte (area forestale e industriale, ambientata di notte e illuminata dalla luna. combattimento veicolare)

- Il DLC Aftermath introduce 4 mappe:

1. Monolito di Markaz (ampia zona cittadina devastata dal terremoto, con elicotteri e carri armati)
2. Epicentro (zona cittadina devastata da un terremoto ancora in corso, con veicoli leggeri)
3. Palazzo Azadi (ampia zona cittadina e un palazzo devastato dal terremoto, con carri armati)
4. Mercato di Talah (zona cittadina ristretta devastata dal terremoto, con veicoli leggeri)

- Il DLC End Game introduce 4 mappe grandi e frenetiche:

1. Operazione Riverside (ampio magazzino situato in mezzo ad un'area di campagna; per scontri veicolari medi-leggeri)
2. Oleodotto Sabalan (raffineria di combustibili in una vallata innevata; per combattimenti multiveicolari)
3. Ferrovia Kiasar (piccola baia caratterizzata da foreste, segherie e depositi attorno ad una linea ferroviaria; per battaglie medio-pesanti)
4. Pianure di Nehbandan (grande impianto per la produzione e stoccaggio di grano; per scontri multiveicolari)

## Multigiocatore cooperativo
Il multigiocatore cooperativo può essere giocato soltanto in due online e non in schermo condiviso.

### Missioni CO-OP
Le missioni CO-OP sono sei, e riprendono le ambientazione della campagna giocatore singolo.
1. La prima si chiama Operazione Exodus, nella quale bisogna mantenere una linea difensiva di Humvee e non farla sorpassare dalle varie ondate di carri armati e nemici.
2. La seconda si chiama Fuoco dal cielo, consiste nello scortare, con un elicottero d'assalto, un convoglio americano affinché riesca a raggiungere il generale tenuto in ostaggio e a proteggerli dai vari attacchi nemici.
3. La terza si chiama Evasione, nella quale l'obbiettivo è portare via un terrorista che si è arreso grazie all'uso di armi silenziate e portarlo al sicuro al punto di estrazione con Humvee muniti di torrette di calibro.50.
4. La quarta, Mordi e fuggi, consiste in una fuga da un ufficio in cui i giocatori sono stati inviati per ottenere informazioni. Un'agenzia di sicurezza privata è stata allertata e bisognerà farsi strada nei vari stand fino a raggiungere il garage del palazzo dove si fuggirà a bordo di un GMC.
5. Nella penultima missione, Tutti a terra, bisogna risolvere una crisi di ostaggi scoppiata a Parigi. Raggiunta una posizione dominante, bisognerà fornire fuoco di precisione per supportare la squadra di recupero.
6. L'ultima missione, Undicesima ora, consiste nell'eliminare i nemici nella mètro di Parigi (la stessa di Op. Mètro) e disinnescare la bomba nascosta nel treno prima che salti in aria

Accumulando punti nelle missioni CO-OP si potranno sbloccare 7 armi per il multigiocatore competitivo, che sono: MP412 REX, KH2002, MP7, Mk39 EMR, Beretta 93R, SG553, G3A3.
Tutte le missioni cooperative contengono alcune varianti che verranno attivate o meno a seconda del comportamento del giocatore (ad esempio se elimina i nemici silenziosamente oppure lanciandosi contro di essi), inoltre si otterranno maggiori punti compiendo alcune task secondari (come non farsi scoprire dal nemico, prerogativa delle missioni stealth).

## Premi e recensioni
Fin dalla prima apparizione Battlefield 3 ha ottenuto un grande successo, confermato dagli oltre 60 premi ottenuti. Tra i più importanti figurano il "Best of show" al Gamescom 2011, il "Game critics award" dell'E3 2011, il "Best of show" conseguito al Eurogamer Expo e il "Japan Game Award 2011 - Future Division" del Tokyo Game Show.
- Winner of Gamescom Awards 2011
Best of Gamescom
Best of Show
Most Wanted PC
Most Wanted PlayStation 3
Best First-Person Shooter
- Best of Show E3 2011
Best Game of Show
Best in show
Best PC Game
Best Graphics Technology
Best Graphics
Best Audio
Best Shooter
Best First Person Shooter
Best Multiplayer
Best Action Game
Best Design
Best Sound Design
Best Trailer
Most Promising Retail Titles of E3 2011
- Eurogamer "Best of Show Eurogamer expo"
Best Console Game
Game of Show
- Tokyo Game Show "Best of Japan Games Awards 2011 - Future Division"
Unico gioco straniero a vincere un Future Game Award al Tokyo Game Show
- Winner of Gamefest
Best of Gamefest (Meristation)
Best of Gamefest (Vandal.net)
Best Shooter of Gamefest (Juegos DB)
Best game (Mundogamers.com)
- Winner of Gamestop Show Conference
Best Game of Show
Best PS3 Game of Show
- Electronic Game Show
Best First Person Shooter

Dopo una settimana dall'uscita, il gioco vendette oltre 5 milioni di copie.
La rivista Play Generation diede alla versione per PlayStation 3 un punteggio di 92/100, apprezzando il multiplayer, gli effetti sonori e alcuni momenti della Campagna e come contro il fatto che quest'ultima fosse poco rifinita e le poche missioni in cooperativa, finendo per trovarlo uno sparatutto ambizioso che avrebbe appassionato chi amava giocare di squadra online, mentre la Campagna si rivelava invece una delusione.

## DLC e promozioni preorder
Il primo DLC di Battlefield 3, chiamato Back to Karkand ("Ritorno a Karkand"), contiene quattro mappe prese dal celebre Battlefield 2, con l'aggiunta di nuove armi e veicoli e l'ottimizzazione per il motore Frostbite Engine 2. L'oggetto di gioco "Back to Karkand" è stato pubblicato il 6 dicembre 2011 su PlayStation 3 e il 13 dicembre 2011 su PC e Xbox 360, ed è stato reso disponibile gratuitamente per chi avesse acquistato una copia Limited Edition di Battlefield 3 o avesse preordinato il gioco dal dominio Origin. Le mappe del pacchetto di espansione sono: Attacco a Karkand, Golfo di Oman, Isola di Wake e Penisola di Sharqi. Tutte e quattro le mappe sono state ri-create in modo da sfruttare al meglio il nuovo motore che alimenta Battlefield 3, il Frostbite 2 e la sua fisica più avanzata. È stata anche ripresa una modalità dal predecessore di Battlefield 3, Conquista Assalto.
Preordinando si potevano ottenere dei contenuti esclusivi a seconda del negozio: da Multiplayer.it si poteva avere il pacchetto SPECACT che consta di una mimetica per il soldato e alcune piastrine; da Gamestop invece il "Physical Warfare Pack" (Pacchetto Guerra Fisica) che permette l'accesso esclusivo ad armi e oggetti, tra cui una mitragliatrice leggera chiamata Tipo 88 LMG, accessori per il fucile da cecchino SKS tra cui uno denominato Flash Suppressor, munizioni perforanti (Flechette Ammo) e per finire, l'accesso immediato al fucile calibro 12 semiautomatico "DAO-12" (sbloccabile altrimenti al raggiungimento del grado 38). La reazione dei fan per l'inclusione di armi e oggetti esclusivi come parte di una edizione speciale è stata negativa. In risposta agli appassionati, EA ha chiarito che il "Pacchetto Guerra Fisica" e il pacchetto SPECACT sarebbero stati resi disponibili a tutti i giocatori dopo un mese dall'uscita del gioco.
In Nord America si poteva ottenere una mimetica del Dr Pepper prendendo l'omonima bevanda e usando il codice nella lattina. In occasione dell'uscita del film Act of Valor sono esclusive per gli USA e il Canada alcune piastrine
Il secondo DLC di Battlefield 3 è Close Quarters, contiene quattro mappe pensate per uno scontro ravvicinato, dieci nuove armi e due nuove modalità chiamate Conquest Domination e Gun Master, rispettivamente una variante di Conquista e un classico Gun Game. Il DLC è uscito a giugno 2012 con un leggero anticipo di una settimana per gli utenti PS3.
Il terzo DLC di Battlefield 3, Armored Kill, è incentrato sui combattimenti su larga scala e contiene la mappa più grande nella storia di Battlefield, oltre a nuove armi e veicoli. Il DLC è uscito il 4 settembre (PS3) - 11 settembre (PC e Xbox 360) 2012 per gli utenti premium.
Il quarto DLC di Battlefield 3, Aftermath è incentrato su combattimenti tra fanteria e mezzi corazzati in uno scenario post-terremoto.
Il quinto e ultimo DLC annunciato da DICE, End Game, è uscito a marzo 2013.
Da marzo 2012 per PlayStation 3 e da aprile 2012 per Xbox 360 e PC sono disponibili alcuni shortcuts, che permettono al giocatore, previa pagamento di una certa cifra, di sbloccare certi elementi di gioco quali armi per un certo kit, specializzazioni per i veicoli o armi sbloccabili in modalità cooperativa. Inoltre è stata introdotta la possibilità di noleggiare un server e di personalizzarlo con le proprie regole e impostazioni di gioco.

## Battlefield Premium
Battlefield Premium è un servizio a pagamento lanciato da DICE il 3 giugno 2012, il prezzo del pacchetto è di € 49.99 per la versione europea, e di 49.99 $ per quella americana. I possessori di Battlefield Premium avranno accesso a diversi contenuti esclusivi, prima fra tutti la possibilità di accedere con 2 settimane di anticipo a tutti i DLC pubblicati da DICE:
- Back To Karkand (4 nuove mappe, nuovi veicoli, tra cui Jeeps, IFV e F35-B), uscito il 6 dicembre 2011 per gli utenti PS3 e il 13 per gli utenti Xbox 360 e PC
- Close Quarters (4 nuove mappe, distruzione in HD, modalità di gioco "Maestro d'Armi" e "Conquista Dominio", nuove armi), uscito il 4 giugno 2012 per gli utenti premium PS3 e l'11 per gli utenti premium PC e Xbox 360
- Armored Kill (4 nuove mappe molto estese, tra cui la più grande mappa nella storia di Battlefield, 6 nuovi veicoli, tra cui Artiglieria Mobile, Cacciacarri, quad ATV, AC-130H e una nuova modalità di gioco, "Tank Superiority"), uscito il 4 settembre 2012 per gli utenti premium PS3 e l'11 per gli utenti premium PC e Xbox 360
- Aftermath (4 nuove mappe in uno scenario post-apocalittico, nuovi veicoli e la modalità "Spazzino") uscito il 27 novembre per gli utenti premium di Playstation 3, il 4 dicembre per gli utenti premium di Xbox 360 e PC, l'11 dicembre a tutti gli utenti PS3 e il 18 dicembre per tutti gli utenti Xbox 360 e PC
- End Game (l'ultimo DLC, contenente 4 nuove mappe di grandi dimensioni[30], due nuovi veicoli: una jeep antiaerea e una motocicletta, possibilità di dispiegare truppe e veicoli per via aerea, due nuove modalità: cattura la bandiera e superiorità aerea, e una nuova pistola, la 1911 S-TAC) è uscito il 5 marzo 2013 per gli utenti premium PS3, il 12 marzo per gli utenti premium PC e Xbox 360, il 19 marzo per i normali utenti PS3 e il 26 marzo per i normali utenti PC e Xbox 360.[31]

Gli utenti premium avranno accesso anche a diversi contenuti esclusivi tra cui:
- Video: video-guide create appositamente da DICE per dare consigli e tattiche ai giocatori più esperti.
- Contenuti in-game: contenuti in-game esclusivi quali il coltello ACB-90 e le mimetiche per il soldato e per le armi.
- Ripristino statistiche: si potranno resettare le statistiche di punteggio/minuto, vittorie/sconfitte e morti/uccisioni.
- Eventi: gli utenti premium potranno partecipare a esclusivi eventi DOUBLE XP (alcuni dei quali estesi anche per gli utenti Non-Premium) e a tornei specializzati.
- Piastrine: gli utenti premium avranno accesso a esclusive piastrine di colore nero/oro.
- Guide strategiche: guide strategiche create da DICE per avvantaggiare i giocatori più esperti con consigli e tattiche che andranno ad accorpare le video-guide.
- Priorità in coda: gli utenti premium avranno la priorità nell'entrata nel server in caso di code.
- Assegnazioni: assegnazioni esclusive per utenti premium.
- Altro: gli utenti premium potranno salvare fino a 5 battle report, avranno un esclusivo design per il Battlelog, più strati e immagini per la creazione di stemmi dei plotoni, e altri contenuti che DICE presenterà in futuro.